# Championnats d'Europe espoirs d'athlétisme 2017
Navigation
2015 2019
La 11e édition des Championnats d'Europe espoirs d'athlétisme se déroule du 13 au 16 juillet 2017 à Bydgoszcz en Pologne.
Cette ville les accueille pour la seconde fois, après ceux de 2003.

## Résultats

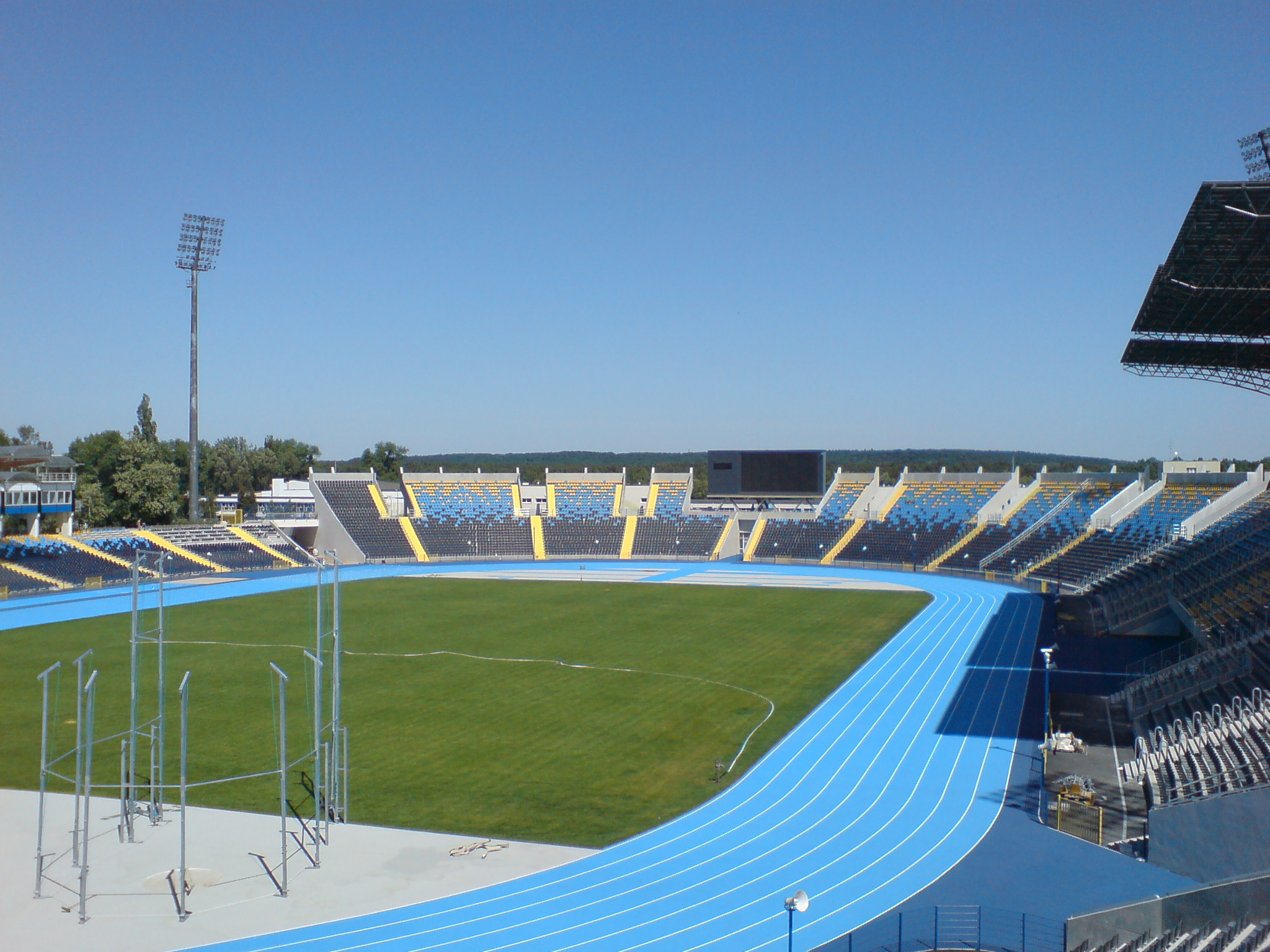
Stade Zawisza à Bydgoszcz

### Hommes
| Épreuves | Or | Argent | Bronze |
| --- | --- | --- | --- |
| 100 m (vent : 0,0 m/s) | Ojie Edoburun 10 s 14                                                                                                | Ján Volko 10 s 18 | Jonathan Quarcoo 10 s 29 |
| 200 m (vent : + 1,6 m/s) | Ján Volko 20 s 33 (CR, NR)                                                                                           | Gautier Dautremer 20 s 66 (PB) | Roger Gurski 20 s 70 |
| 400 m | Luka Janežič 45 s 33                                                                                                 | Karsten Warholm 45 s 75 | Benjamin Lobo Vedel 46 s 08 |
| 800 m | Andreas Kramer 1 min 48 s 15                                                                                         | Daniel Rowden 1 min 48 s 16 | Marc Reuther 1 min 48 s 66 |
| 1 500 m | Marius Probst 3 min 49 s 06                                                                                          | Filip Sasínek 3 min 49 s 23 | Michał Rozmys 3 min 49 s 30 |
| 5 000 m | Yemaneberhan Crippa 14 min 14 s 28                                                                                   | Simon Debognies 14 min 14 s 71 | Carlos Mayo 14 min 15 s 07 |
| 10 000 m | Carlos Mayo 29 min 28 s 06                                                                                           | Amanal Petros 29 min 34 s 94 | Emmanuel Roudolff-Lévisse 29 min 42 s 85                                                                                                 |
| 110 m haies (vent : m/s) | Ludovic Payen 13 s 49 (PB)                                                                                           | Khai Riley-Laborde 13 s 65 | Dylan Caty 13 s 66 (PB) |
| 400 m haies | Karsten Warholm 48 s 37 (CR)                                                                                         | Dany Brand 49 s 14 (NU23R) | Ludvy Vaillant 49 s 31 (PB) |
| 3 000 m steeple | Yohanes Chiappinelli 8 min 34 s 33                                                                                   | Ahmed Abdelwahed 8 min 37 s 02 | Jamaine Coleman 8 min 40 s 44 |
| 4 × 100 m | Allemagne Roger Gurski Kai Köllmann Philipp Trutenat Daniel Hoffmann 39 s 11 Participation aux séries : Deniz Almas  | Royaume-Uni Theo Etienne Kyle de Escofet Reuben Arthur Ojie Edoburun 39 s 11                                                                          | Finlande Willem Kajander Oskari Lehtonen Samuli Samuelsson Aleksi Lehto 39 s 70                                                          |
| 4 × 400 m | Royaume-Uni Lee Thompson Ben Snaith Sam Hazel Cameron Chalmers 3 min 3 s 65 Participation aux séries : Thomas Somers | Pologne Wiktor Suwara Przemysław Waściński Kajetan Duszyński Dariusz Kowaluk 3 min 4 s 22 Participation aux séries : Cezary Mirosław Łukasz Smolnicki | France Victor Coroller Gilles Biron Étienne Merville Ludvy Vaillant 3 min 5 s 24 Participation aux séries : Adrien Coulibaly Hugo Houyez |
| 20 km marche | Diego García Carrera 1 h 22 min 29 s                                                                                 | Karl Junghannß 1 h 22 min 52 s | Gabriel Bordier 1 h 23 min 03 s (PB) |
| Saut en hauteur | Dzmitry Nabokau 2,24 m                                                                                               | Christian Falocchi 2,24 (PB) | Viktor Lonskyy 2,24 m |
| Saut à la perche | Ben Broeders 5,60 m                                                                                                  | Axel Chapelle 5,60 m | Adrián Vallés 5,50 m |
| Saut en longueur | Vladyslav Mazur 8,04 m (PB)                                                                                          | Filippo Randazzo 7,98 m (+ 2,1 m/s) | Thobias Nilsson Montler 7,96 m |
| Triple saut | Nazim Babayev 17,18 m (PB)                                                                                           | Simo Lipsanen 17,14 m (NR) | Max Heß 16,68 m |
| Lancer du poids | Konrad Bukowiecki 21,59 m (CR)                                                                                       | Denzel Comenentia 19,86 m | Sebastiano Bianchetti 19,69 m |
| Lancer du disque | Sven Martin Skagestad 61,00 m                                                                                        | Alin Firfirică 60,17 m | Clemens Prüfer 60,08 m |
| Lancer du marteau | Bence Halász 73,30 m                                                                                                 | Bence Pásztor 71,51 m | Alexej Mikhailov 70,60 m |
| Lancer du javelot | Norbert Rivasz-Tóth 83,08 m (NR)                                                                                     | Ioánnis Kiriazís 81,04 m | Andrian Mardare 78,76 m |
| Décathlon | Jiří Sýkora 8 084 pts                                                                                                | Fredrik Samuelsson 8 010 pts | Elmo Savola 7 956 pts (PB) |
| Records et Performances - AR : Record continental (area record) - CR : Record des championnats (championship record) - MR : Record du meeting (meet record) - NR : Record national (national record) - OR : Record olympique (olympic record) - PR : Record paralympique (paralympic record) - PB : Record personnel (personal best) - SB : Meilleure performance personnelle de la saison (season's best) - WL : Meilleure performance mondiale de l'année (world leader) - WJR : Record du monde junior (world junior record) - WR : Record du monde (world record) Circonstances et Conditions - DNF : N'a pas terminé (did not finish) - DNS : N'a pas pris le départ (did not start) - DQ : Disqualification (disqualification) - NM : Aucun essai valable enregistré (No Mark) - Q : Qualifié « directement » au prochain tour (ou à la prochaine compétition), lors d'une compétition majeure, grâce au classement ou à la réalisation des minima (automatic qualifier) - q : Qualifié au prochain tour (ou à la prochaine compétition), lors d'une compétition majeure, grâce au repêchage ou à la réalisation de l'une des meilleures performances parmi celles des « non qualifiés directement » (grâce au meilleur temps ou à la meilleure distance par exemple) (secondary qualifier) | | | |

### Femmes
| Épreuves | Or                                                                                             | Argent                                                                                   | Bronze                                                                             |
| --- | ---------------------------------------------------------------------------------------------- | ---------------------------------------------------------------------------------------- | ---------------------------------------------------------------------------------- |
| 100 m (vent : - 0,6 m/s) | Ewa Swoboda 11 s 42                                                                            | Krystsina Tsimanouskaya 11 s 54                                                          | Sina Mayer 11 s 58                                                                 |
| 200 m (vent : m/s) | Finette Agyapong 22 s 87                                                                       | Sarah Atcho 22 s 90 (PB)                                                                 | Yana Kachur 23 s 20 (PB)                                                           |
| 400 m | Gunta Latiševa-Čudare 52 s 00                                                                  | Laura Müller 52 s 42                                                                     | Laura de Witte 52 s 51                                                             |
| 800 m | Renée Eykens 2 min 4 s 73                                                                      | Aníta Hinriksdóttir 2 min 5 s 02                                                         | Hannah Segrave 2 min 5 s 53                                                        |
| 1 500 m | Konstanze Klosterhalfen 4 min 10 s 30                                                          | Sofia Ennaoui 4 min 13 s 54                                                              | Martyna Galant 4 min 17 s 91                                                       |
| 5 000 m | Yasemin Can 15 min 1 s 67 (CR)                                                                 | Alina Reh 15 min 10 s 57                                                                 | Sarah Lahti 15 min 14 s 17                                                         |
| 10 000 m | Yasemin Can 31 min 39 s 80 (CR)                                                                | Sarah Lahti 32 min 46 s 91                                                               | Büşra Nur Koku 33 min 33 s 22                                                      |
| 100 m haies (vent : m/s) | Nadine Visser 12 s 92                                                                          | Elvira Herman 12 s 95                                                                    | Luca Kozák 13 s 06                                                                 |
| 400 m haies | Ayomide Folorunso 55 s 82                                                                      | Jessica Turner 56 s 08 (PB)                                                              | Arna S. Guðmundsdóttir 56 s 37 (SB)                                                |
| 3 000 m steeple | Anna-Emilie Møller 9 min 43 s 05                                                               | Nataliya Strebkova 9 min 44 s 52                                                         | Emma Oudiou 9 min 50 s 30 (SB)                                                     |
| 4 × 100 m | Espagne Paula Sevilla Ane Petrirena Lara Gómez Cristina Lara 43 s 96                           | France Maroussia Paré Cynthia Leduc Fanny Peltier Amandine Brossier 44 s 06              | Suisse Riccarda Dietsche Sarah Atcho Ajla Del Ponte Géraldine Frey 44 s 07         |
| 4 × 400 m | Pologne Dominika Muraszewska Adrianna Janowicz Mariola Karaś Aleksandra Gaworska 3 min 29 s 66 | Allemagne Hendrikje Richter Laura Müller Nelly Schmidt Hannah Mergenthaler 3 min 30 s 18 | Ukraine Dariya Stavnycha Jana Kaczur Tetyana Melnyk Kateryna Klymyuk 3 min 30 s 22 |
| 20 km marche | Klavdiya Afanasyeva 1 h 31 min 15 s                                                            | María Pérez 1 h 31 min 29 s                                                              | Živilė Vaiciukevičiūtė 1 h 32 min 21 s                                             |
| Saut en hauteur | Yuliya Levchenko 1,96 m                                                                        | Iryna Gerashchenko 1,92 m                                                                | Erika Furlani 1,86 m                                                               |
| Saut à la perche | Angelica Moser 4,55 m                                                                          | Maryna Kylypko 4,45 m                                                                    | Lucy Bryan 4,40 m (=PB)                                                            |
| Saut en longueur | Yanis David 6,56 m                                                                             | Anna Bühker 6,50 m                                                                       | Maryna Bekh 6,48 m                                                                 |
| Triple saut | Elena Panțuroiu 14,27 m                                                                        | Ana Peleteiro 14,19 m                                                                    | Rouguy Diallo 13,99 m                                                              |
| Lancer du poids | Fanny Roos 18,14 m                                                                             | Klaudia Kardasz 17,67 m                                                                  | Alina Kenzel 17,46 m                                                               |
| Lancer du disque | Claudine Vita 61,79 m                                                                          | Daria Zabawska 59,08 m                                                                   | Veronika Domjan 58,48 m                                                            |
| Lancer du marteau | Al'ona Shamotina 67,46 m                                                                       | Camille Sainte-Luce 66,98 m                                                              | Beatrice Nedberge Llano 66,74 m                                                    |
| Lancer du javelot | Sara Kolak 65,12 m                                                                             | Anete Kociņa 64,47 m (PB)                                                                | Marcelina Witek 63,03 m                                                            |
| Heptathlon | Caroline Agnou 6 330 pts (NR)                                                                  | Verena Preiner 6 232 pts                                                                 | Celina Leffler 6 070 pts                                                           |
| Records et Performances - AR : Record continental (area record) - CR : Record des championnats (championship record) - MR : Record du meeting (meet record) - NR : Record national (national record) - OR : Record olympique (olympic record) - PR : Record paralympique (paralympic record) - PB : Record personnel (personal best) - SB : Meilleure performance personnelle de la saison (season's best) - WL : Meilleure performance mondiale de l'année (world leader) - WJR : Record du monde junior (world junior record) - WR : Record du monde (world record) Circonstances et Conditions - DNF : N'a pas terminé (did not finish) - DNS : N'a pas pris le départ (did not start) - DQ : Disqualification (disqualification) - NM : Aucun essai valable enregistré (No Mark) - Q : Qualifié « directement » au prochain tour (ou à la prochaine compétition), lors d'une compétition majeure, grâce au classement ou à la réalisation des minima (automatic qualifier) - q : Qualifié au prochain tour (ou à la prochaine compétition), lors d'une compétition majeure, grâce au repêchage ou à la réalisation de l'une des meilleures performances parmi celles des « non qualifiés directement » (grâce au meilleur temps ou à la meilleure distance par exemple) (secondary qualifier) |                                                                                                |                                                                                          |                                                                                    |

## Athlètes inscrits
- (en) Liste officielle des inscrits